# Csitár, Nógrád
Csitár  este un sat în districtul Balassagyarmat, județul Nógrád, Ungaria, având o populație de 424 de locuitori (2011). 

## Demografie
Componența etnică a satului Csitár
     Maghiari (93,91%)
     Romi (6,09%)
Componența confesională a satului Csitár
     Romano-catolici (85,38%)
     Fără religie (5,19%)
     Reformați (4,25%)
     Luterani (1,18%)
     Necunoscută (4,01%)
Conform recensământului din 2011, satul Csitár avea 424 de locuitori. Din punct de vedere etnic, majoritatea locuitorilor (93,91%) erau maghiari, cu o minoritate de romi (6,09%).  Din punct de vedere confesional, majoritatea locuitorilor (85,38%) erau romano-catolici, existând și minorități de persoane fără religie (5,19%), reformați (4,25%) și luterani (1,18%). Pentru 4,01% din locuitori nu este cunoscută apartenența confesională.